# Монеты Карфагена
Монеты Карфагена — монеты государства Карфаген, чеканившиеся в V—II веках до н. э. в его столице, а также африканских и европейских владениях. Представлены большим числом археологических находок в Западном Средиземноморье и прилегающих регионах. Монетное дело у карфагенян испытало сильное влияние Древней Греции.

## История чеканки

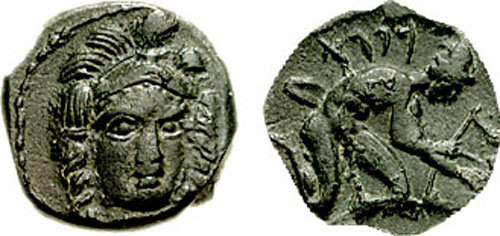
Солунт, около 400—350 до н. э.

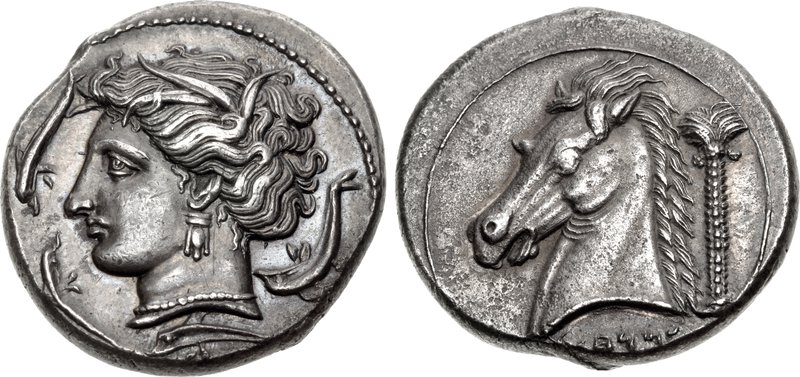
Энтелла, около 320—300 до н. э.

Важнейшую роль в экономике Карфагена играла трансграничная торговля. Масштабная торговая деятельность должна была бы заставить карфагенян чеканить монету, однако приступили они к этому довольно поздно, на несколько столетий позже греков. Бартер был проверенным способом заключения сделок в Древнем мире до появления монет, и это было особенно удобно для торговли в отдалённых регионах, где денежные знаки либо вообще не имели хождения, либо уже выпускались, но не пользовались доверием у других государств и народов. В конце концов, однако, удобство транспортировки слитков фиксированного веса из драгоценных и полудрагоценных металлов побудило карфагенян отойти от прямого товарного обмена, а отсюда оставался лишь один шаг до чеканки собственной монеты.
Первые пунические монеты были отчеканены не в столице Карфагенской державы, а на Сицилии в середине или конце V века до н. э. Это не может быть случайностью: на острове, восточную часть которого контролировали греки, имелись богатые традиции монетной чеканки, а взаимопроникновение экономики карфагенских и греческих городов было велико. Соотнесённость с аттической весовой системой и заимствование символов с монет греческих городов не оставляет в этом сомнений. Раньше всего выпуск серебряных и бронзовых монет начался в Мотии и Палермо, причём на аверсе первых монет из Мотии изображена голова горгоны Медузы, а на реверсе — пальма, φοῖνιξ по-древнегречески, что созвучно слову «финикийцы», то есть «карфагеняне». На других монетах изображены символы разных греческих полисов Сицилии: Акраганта, Сиракуз, Гимеры. Однако вне Сицилии эти монеты не имели хождения. Основание карфагенских монетных дворов, скорее всего, было вызвано, как и в Древней Греции, необходимостью оплаты наёмных войск. Воинам во время боевых действий было затруднительно использовать тяжёлые металлические слитки либо большое количество товаров, таких как зерно или другие продукты питания. Вполне возможно, что начало чеканки монет карфагенянами было напрямую связано с кампаниями в Западной Сицилии 409—405 годов до н. э.
В самом Карфагене к выпуску монет приступили в середине IV века до н. э. Серебряные монеты появляются приблизительно в III веке до н. э., ещё до начала разработок испанских рудников. Чеканка золотой монеты была монополией государства, в то время как серебряная и бронзовая могли выпускаться и некоторыми подчинёнными городами (например, Гадесом) и даже иногда полководцами, как это делали Баркиды в Испании и Италии. После Второй Пунической войны в обращение поступают низкопробные и гораздо менее совершенные по исполнению монеты, что некоторые исследователи связывают с началом упадка Карфагенской державы.

## Дизайн и номиналы монет
Первые карфагенские (сицилийские) монеты изготавливались из серебра или бронзы и повторяли греческую тетрадрахму и основанные на ней номиналы, наиболее известные из которых чеканили Афины. Их делали по технологии, типичной для того времени: ударом молотка по металлическому диску, размещённому между двумя штемпелями. Карфагенская серебряная тетрадрахма весила около 17 г. С IV века до н. э. в оборот поступают монеты, отчеканенные из электрума, а также статер из чистого золота, равный 20 драхмам. К концу этого столетия от драхмы отказались в пользу новой монеты — серебряного шекеля весом в 9,4 г, который вскоре снизился до 7,6 г. Выпускались монеты в доли шекеля для мелких покупок и монеты два, три или даже шесть (около 44 г) шекелей для более крупных трат. Когда Карфаген в III веке до н. э. завоевал южную часть Испании и получил контроль над богатыми серебряными рудниками, там немедленно были основаны местные монетные дворы. Ещё одним важным местом чеканки была Сардиния, особенно во время Первой Пунической войны, когда карфагенские владения на Сицилии оказалась под угрозой. Когда борьба с Римом стала складываться не в пользу карфагенян, их серебряные монеты стали включать всё меньше и меньше серебра.

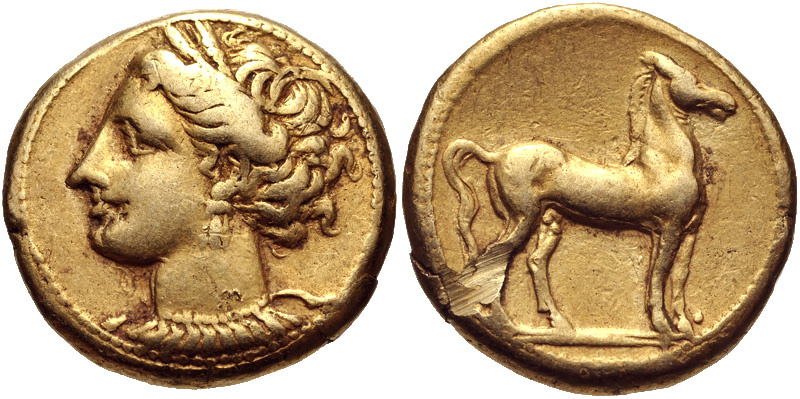
Шекель (статер) из электрума. Зевгитана, около 310—290 до н. э.
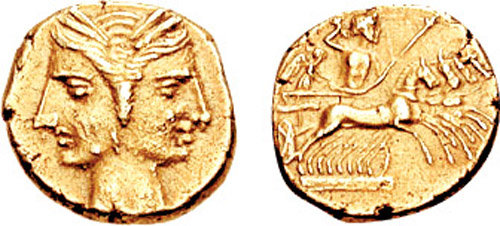
3/8 шекеля из электрума. Бруттий, около 216—211 до н. э.
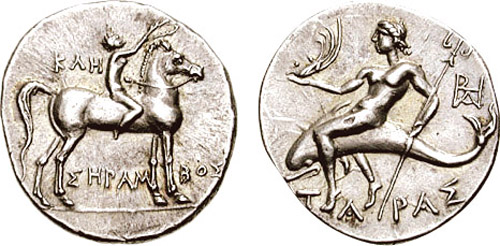
Серебряная монета. Тарент, около 212—209 до н. э.

Монеты в Древнем мире были важным средством передачи политических и культурных посланий, представляя образы правителей или божеств и героев. Карфаген не был здесь исключением, и на его монетах изображены такие важные фигуры, как Дидона — легендарная основательница карфагенского государства, Мелькарт, Танит, Астарта и (гораздо реже) Исида, а также великие полководцы Гамилькар Барка и Ганнибал. Другими популярными объектами для изображения были нос корабля, пальма, лошадь (протома или фигура целиком), лев и боевой слон. Иногда на монеты наряду с изображением наносилась легенда, которая позволяет идентифицировать место чеканки, например, Сус (пуническое название Палермо) и Картхадашт (Карфаген), а также слова, указывающие на их назначение: mhnt (армия), 'm mhnt («люди армии»), mhsbm (казначеи) и b'rst («на территориях», например, на Сицилии и в Испании).
Таким образом, карфагенские монеты представляют собой эклектичное сочетание греческих образцов и собственной художественной традиции Карфагена и как нельзя лучше иллюстрируют способность карфагенян принимать, адаптировать и развивать достижения других цивилизаций. О том, что монеты пользовались большой популярностью в Средиземноморье и способствовали процветанию Карфагена, свидетельствует археологические находки не только в Испании, на Сицилии и материковой части Италии, но и в таких отдалённых местах, как Балканы, Великобритания и даже Азорские острова (клад с Корву).

## Интересные факты
- В 2011 году Королевский монетный двор Испании выпустил тиражом 10 000 экземпляров памятную серебряную монету номиналом 10 евро, посвящённую карфагенской серебряной монете номиналом в 1 ½ шекеля. Реверс полностью повторяет изображение на карфагенском оригинале (фигура слона), а на аверсе исходное изображение Ганнибала в образе Геракла дополнено надписями «10 EURO», «ESPAÑA 2011» и эмблемой монетного двора[10].
- Ряд монет Туниса — государства, расположенного на месте центральной части карфагенских владений, — несут изображения пунической тематики: так, на 1 динаре 1969 года изображён корабль со знаком Танит на парусе, на 1 динаре 1988 года — Дидона, на 2 динарах 2013 года — древний порт в столице Карфагенской державы.